# 屏山舒氏祠堂
屏山舒氏祠堂位于中国安徽省黄山市黟县宏村镇屏山村，包括一前一后两座保存完整的明清舒姓总宗祠，前面是建于清代的舒光裕堂，后面是建于明代的舒庆余堂。屏山舒氏祠堂气势恢弘，采用罕见的五彩牌楼门坊，门楼四柱三间五分楼，加上两侧八字墙，共有七个楼檐，系崇祯帝为褒扬忠臣舒荣都而特许，大厅悬挂的对联“源溯庐江，舒国舒城寻旧派；秀钟徽岭，长龄长演尽同根”，述说舒氏家族在唐末战乱期间从庐江避难来此的历史。
1982年列为县文物保护单位。2004年列为安徽省文物保护单位。2019年10月7日，屏山舒氏祠堂公布为全国重点文物保护单位。